# Ellen Johnson-Sirleaf
Ellen Johnson-Sirleaf (29. listopada 1938.), bivša je predsjednica Liberije od 2006. do 2018. Dobitnica je Nobelove nagrade za mir 2011. godine.
Ellen Johnson-Sirleaf je školovana na Harvardu i godine 1970. postaje ministrica financija u vladi predsjednika Williama Tolberta. 1980-ih se suprotstavljala režimu Samuela Doea i podržavala pobunu na čelu s budućim predsjednikom Charlesom Taylorom. Kasnije je s njim raskinula suradnju.
Nakon završetka građanskog rata, Ellen Johnson-Sirleaf postaje vođom Stranke jedinstva te se kandidira za predsjednicu na izborima 2005. godine. U drugi krug se plasirala zajedno s nogometašem Georgeom Weahom. Nakon 97 % prebrojanih glasova u drugom krugu, izborna komisija ju proglašava pobjednicom, iako Weah to odbija priznati te drži da je riječ o prevari. 
Na predsjedničkim izborima 23. studenog 2005., Ellen Johnson-Sirleaf postaje prva žena koja je izabrana za šefa države u povijesti afričkog kontinenta. Druga je crna predsjednica u svijetu i drugi ženski vođa Liberije, nakon Ruth Perry (koja je napustila vodstvo nakon državnog udara) te treća premijerka u svijetu, nakon Eugenije Charles iz Dominike te Sylvie Kinigi iz Burundija. 
Često je krasi nadimak "Čelična žena".
Ellen Johnson-Sirleaf je razvedena, a ima četvoro djece i šest unučadi.
U prosincu 2021. James Sirleaf, jedan od sinova Ellen Sirleaf, umro je u svojoj rezidenciji u Liberiji pod nepoznatim okolnostima.